# Pałac w Cerekwicy
Pałac w Cerekwicy – pałac znajdujący się we wsi Cerekwica, w województwie kujawsko-pomorskim, w powiecie żnińskim.

## Historia

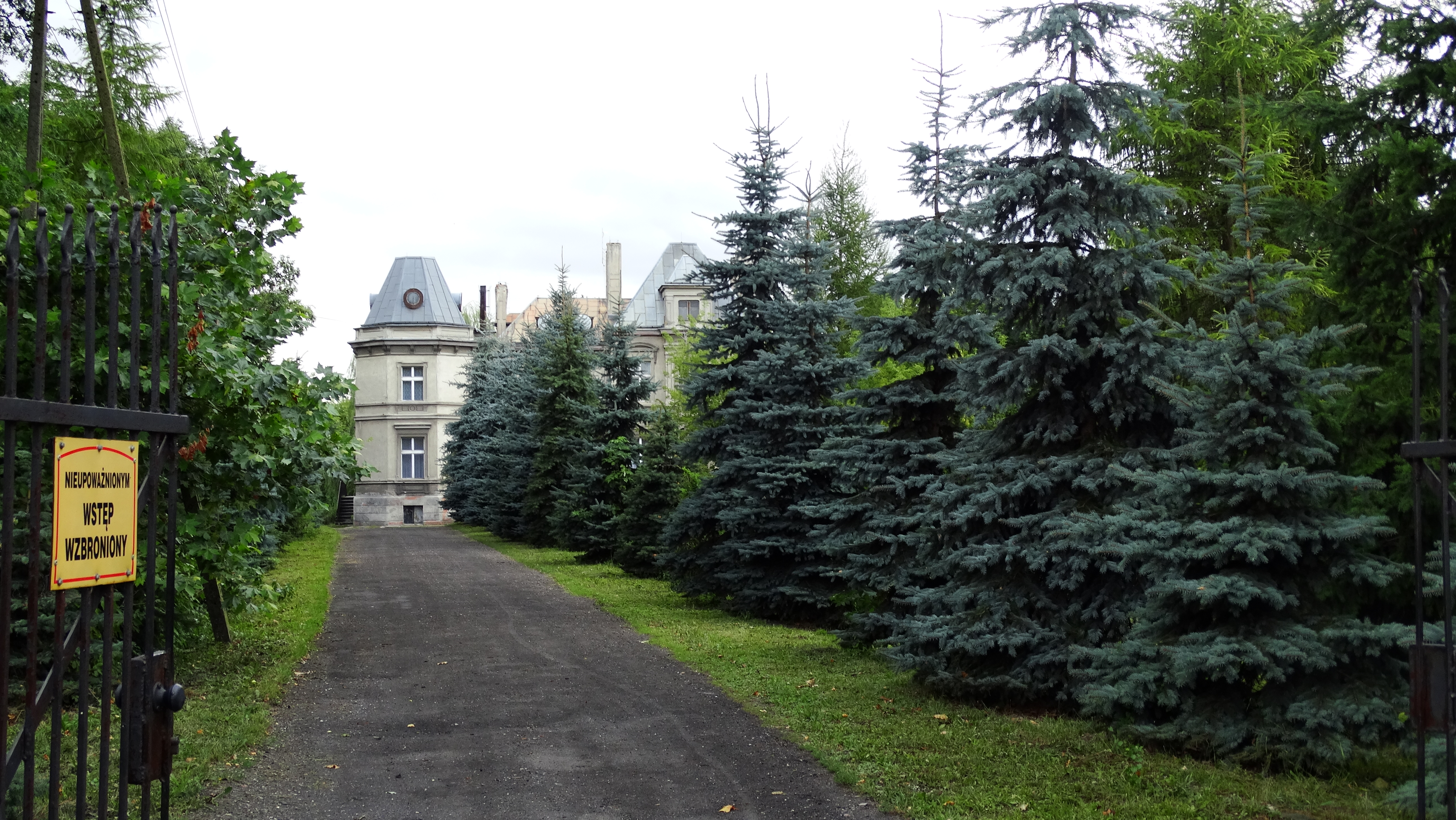
Dwór w 2014

Lokalne ziemie należały do dóbr stołowych arcybiskupów gnieźnieńskich. Od wieku XVIII majątek był własnością Rogalińskich, a następnie, do II wojny światowej, Unrugów (Łucja Rogalińska wyszła za Karola Unruga). W 1926 dobra liczyły 817 hektarów.
Piętrowy pałac wzniesiono w 1876 dla Mieczysława Rogalińskiego. Obiekt zaprojektował kcyński budowniczy, Wiktor Stabrowski, autor m.in. dworu w Czeszewie. Nawiązywał wprost do XVII-wiecznej architektury francuskiej, w tym zwłaszcza wzorów François Mansarta. Został przebudowany w 1973.

## Architektura
Obiekt jest kilkuczłonowy, z wydatnym ryzalitem krytym dachem mansardowym i ośmioboczną, niesymetryczną wieżą również pokrytą takim, ale wyższym, dachem. Do pałaców francuskiego neorenesansu nawiązują też wysokie kominy. Marcin Libicki uważa implementację tych francuskich wzorów w Cerekwicy za udaną, choć nie tak okazałą jak np. w Posadowie. Styl taki był popularny wśród wielkopolskich ziemian, jako kontrapunkt wobec germanizacji, architektury pruskiej, a moda ta nasiliła się zwłaszcza po wojnie francusko-pruskiej (po 1871).

## Otoczenie
Pałac otoczony jest 2,3-hektarowym parkiem.